# Les Fugitifs
Les Fugitifs is een Franse film van Francis Veber die werd uitgebracht in 1986.
Na La Chèvre (1981) en Les Compères (1983) is dit de derde komedie op rij van Veber met acteurs Depardieu en Richard die een kaskraker werd in Frankrijk. De hoofdrolspelers spelen twee tegenpolen, de een bruut, de ander onhandig. Iconisch is de scène waarin Carmet als schele dierenarts Depardieu moet opereren, nadat die per ongeluk in zijn achterste is geschoten door Richard.

## Verhaal
Jean Lucas heeft destijds meerdere bankovervallen gepleegd. Hij heeft er nu een gevangenisstraf van vijf jaar opzitten. Bij zijn ontslag uit de gevangenis is hij vast van plan als een eerlijk man door het leven te gaan. 
Als Lucas in de bank een rekening wil openen komt er een overvaller binnengestormd.  De overvaller, François Pignon, heeft duidelijk geen ervaring met het beroven van banken en gaat heel onhandig te werk. De politie is vlug ter plaatse. Om te ontkomen gijzelt de radeloze Pignon Lucas. Pignon blijkt een werkloze weduwnaar te zijn die door gebrek aan geld het hoederecht over zijn dochtertje dreigt te verliezen.

## Rolverdeling
| Acteur            | Personage                                |
| ----------------- | ---------------------------------------- |
| Gérard Depardieu  | Jean Lucas                               |
| Pierre Richard    | François Pignon                          |
| Anaïs Bret        | Jeanne, de dochter van Pignon            |
| Jean Carmet       | dokter Martin, de gepensioneerde veearts |
| Maurice Barrier   | commissaris Duroc                        |
| Jean Benguigui    | Labib                                    |
| Roland Blanche    | de handlanger van Labib                  |
| Philippe Lelièvre | de adjunct van Duroc                     |
| Yveline Ailhaud   | de vrouwelijke politieagente             |
| Didier Pain       | de politieagent met de hond              |
| Michel Blanc      | dokter Gilbert                           |